# 志摩市立浜島中学校

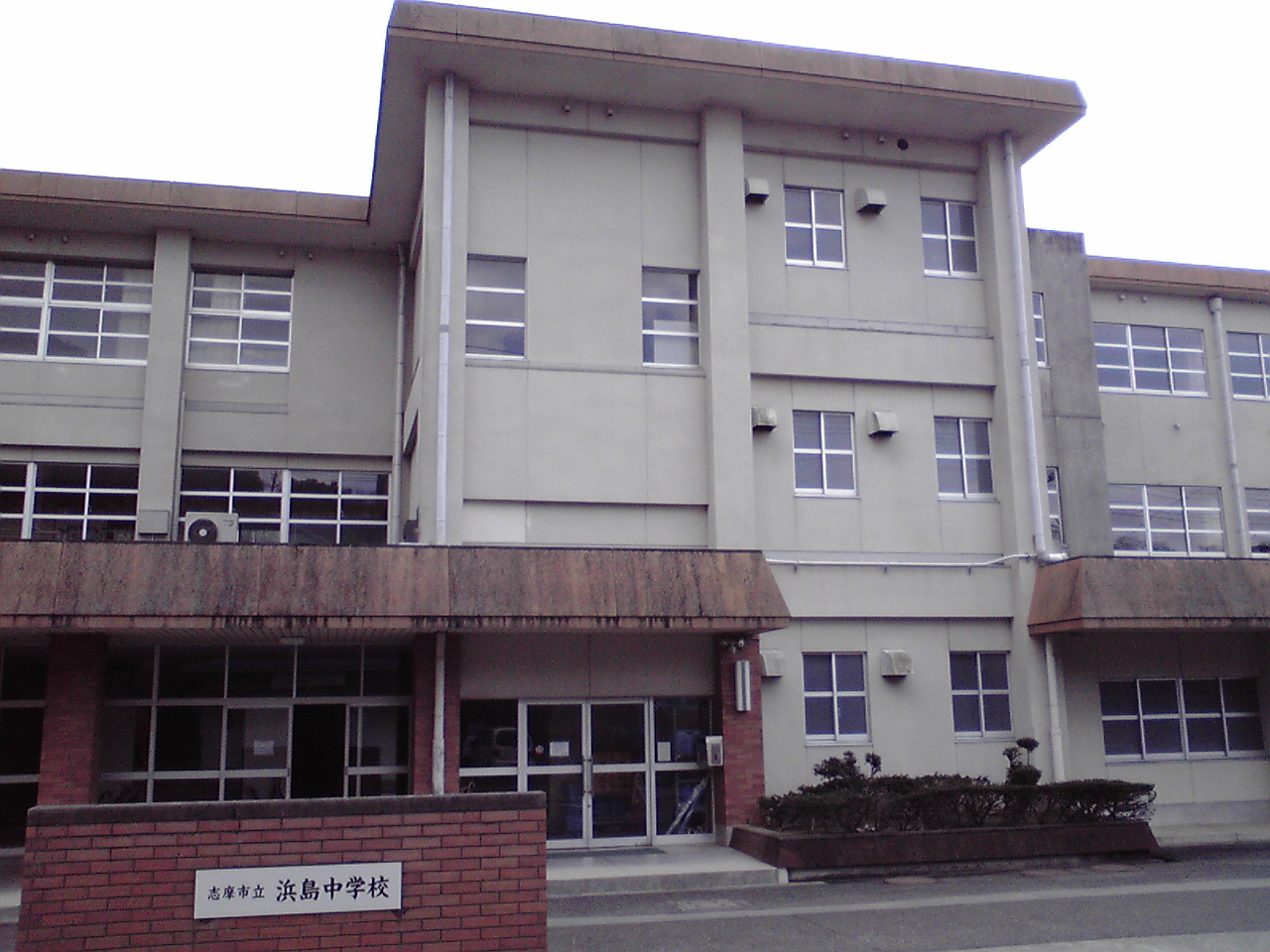
正門

志摩市立浜島中学校（しましりつはまじまちゅうがっこう）は、三重県志摩市浜島町塩屋にある、公立の中学校である。通称は、浜中（はまちゅう）。2009年（平成21年）5月現在の生徒数は146人で志摩市では5番目である。

## 概要
地域の人々とのふれあいを通して開かれた学校にしていくことを目標としている。具体的には文化祭で地元に人を招く「ゲストティーチャー事業」や音楽の授業でNPOによる和太鼓や雅楽の実技体験などを実施している。
校地は海を埋め立てて土地を造成した。
- 敷地面積：18.818m2
- 校舎構造：鉄筋コンクリート造3階建て
- 総事業費：6億1094万円

## 沿革
- 1947年（昭和22年）
  - 4月15日 - 教職員任命。この日をもって創立記念日とする。
  - 5月5日 - 開校式を挙行。当時、生徒数352名、8学級。独立した校舎はなく、浜島小学校東側旧校舎と菅田の旧青年学校校舎を間借りする形での開校であった。
- 1948年（昭和23年）
  - 8月15日 - 浜島町議会、塩屋の田杭浦を埋め立てて新校舎を建設することを決議。
  - 8月27日 - 菅田校舎廃止。
- 1949年（昭和24年）7月26日 - 新校舎上棟式。
- 1950年（昭和25年）
  - 2月2日 - 全生徒、新校舎へ移転完了。
  - 2月22日 - 校舎落成式。
- 1958年（昭和33年）2月21日 - 校歌制定。
- 1959年（昭和34年）9月26日 - 伊勢湾台風の被害を受ける。
- 1963年（昭和38年） - ミルク給食を開始。
- 1970年（昭和45年）11月26日 - 体育館落成。
- 1971年（昭和46年）1月13日 - 学校給食開始。
- 1972年（昭和47年）7月5日 - 土俵完成。
- 1982年（昭和57年）2月15日 - 2代目新校舎入校式。
- 1984年（昭和59年）9月17日 - 体育館改修完了。
- 1986年（昭和61年）7月19日 - 新グラウンド完成。
- 1997年（平成9年）
  - 11月12日 - 創立50周年記念式典挙行。
  - 12月8日 - 浜島町模擬議会開催。
- 1998年（平成10年）12月10日 - 全国中学生人権作文コンテスト実施に協力したことで、法務省人権擁護局長並びに全国人権擁護委員会連合会長より感謝状を贈られる。（2003年にも同感謝状を受ける。）

## 施設
- 校舎 - 鉄筋コンクリート造3階建て。
- 体育館
- 部室棟
- グラウンド

## 通学区
浜島小学校区と同じである。
- 浜島町浜島
- 浜島町桧山路
- 浜島町南張
- 浜島町塩屋
- 浜島町迫子

## 校歌
- 作詞：武藤和夫
- 作曲：鈴木寛
- 3番まであり、2番に浜島港に浮かぶ矢取島の灯台が登場する。

## 学校行事
- 4月 - 始業式、入学式
- 3月 - 卒業式、終了式

## 部活動
ブラスバンド部は、吹奏楽コンクールの大会に志摩市内の文岡中学校・磯部中学校と合同でバンドを結成して出場している。地元の「伊勢えび祭」ではOBらとともにBGMとして演奏を行うなどして祭りを盛り上げている。
- サッカー部（2014年（平成26年度）で廃部となるが、2013年（平成25年）には地区大会で春、夏と優勝して有終の美を飾った。14人の部員の少数の部員で努力していた。
- ソフトテニス部
- 女子バレーボール部（2022年（令和4年度）で廃部となった。
- 男子バレーボール部（2025年現在、廃部となっている）
- 男子卓球部
- 文化部

## 進路
- 多くの生徒が高等学校へ進学するが、就職する者もいる。進学先は志摩市や伊勢市の高等学校が多い。